# Гетьманський заїзд
Гетьманський заїзд — готель-корчма, збудований у першій половині XVIII століття за наказом Вацлава Жевуського як місце відпочинку для численних гостей та персоналу Підгорецького Замку.

## Історія
Після купівлі Станіславом Жевуським Підгорецького замку, увесь комплекс палацу та прилеглих територій було реставровано та добудовано нові споруди, а сам замок перетворився на фамільну резиденцію. І, звичайно ж, облаштований за останнім словом канонів моди і комфорту того часу комплекс не міг обходиться без допоміжної інфраструктури, однією з представниць якої стає будівля Гетьманського заїзду в його південно-східному кутку призначеного для розміщення прислуги, гостей господарів палацу і заїжджих подорожан. Для їх дозвілля під цим самим дахом розміщувалася корчма.
Заїжджий двір і Підгорецький замок пройшли крізь всі випробування, що випали на їх долю в наступні століття: розпад Речі Посполитої, Австрійське підданство, народні повстання і низка кровопролитних воєн XX століття, побачивши в своїх стінах чимало яскравих представників різних епох (в першій половині XIX століття тут зупинявся знаменитий французький письменник Оноре де Бальзак).
Величний архітектурний вигляд, який не зміг змінити навіть триденна страшна пожежа лютого 1956-го, не раз робили Підгорецьку резиденцію (в тому числі і капітально відремонтований в 1964–1965 роках заїзд) героєм кінематографічних стрічок.
Лише на шостому році становлення України як самостійної держави (в 1997-му) була відновлена історична справедливість, коли весь комплекс магнатської резиденції стараннями Бориса Григоровича Возницького (1926–2012) перейшов у відання Львівської галереї мистецтв і заїжджий двір отримав надію на відродження.

## Архітектура
Витягнутий одноповерховий симетричний прямокутник Гетьманського заїзду в Підгірцях є цегляною потинькованою будівлею під мансардним вальмовим дахом, фронтони якої прикрашені трьома нині замурованими прямокутними віконними прорізами та витягнутою аркою ніші, де і зараз знаходиться старовинний сонячний годинник, який раніше показував середньоєвропейський час. Дослідники припускають думку, що його зробив відомий майстер-годинникар Павло Добростанський, який у XVIII ст. жив у Підгірцях при дворі Жевуського.
Головною прикрасою центральних (південний і північний) фасадів будівлі слугують портики шести восьмигранних колон, барокові завитки фронтонів і кам'яні кульки на декоративних підставках по їх кутах, в той час, як кожен з бічних — прикрашений порталами бічних входів під трикутними фронтонами, котрі спираються на дві колони коринфського ордера (східний — чотири, західний — три). Заїжджий двір являє собою рідкісний випадок повністю збереженої споруди такого типу.